# Caran d'Ache (companyia)
Caran d'Ache és un fabricant suís d'eines d'escriptura d'alta qualitat, productes de belles arts i accessoris.

## Història
La companyia es va fundar a Ginebra el 1924, quan Arnold Schweitzer es va fer càrrec de la Fabrique de crayons Ecridor. Més tard, Schweitzer anomenaria la seva companyia Caran d'Ache, el sobrenom d'un dibuixant de sàtira política francès originari de Rússia (karandash, en ciríl·lic карандаш, significa llapis en rus).
El 1929, Carl Schmid va inventar el Fixpencil, un dels primers portamines, que ha estat registrat com a marca per Caran d'Ache.